# Ahmed Naser
Ahmed Naser (Manama, 14 november 2000) is een Bahreins wielrenner.

## Carrière
In 2022 werd Naser, achter Ahmed Madan, tweede in het nationale kampioenschap op de weg. Later dat jaar nam hij onder meer deel aan de Islamic Solidarity Games en zowel de tijdrit als de wegwedstrijd (beide voor beloften) op het wereldkampioenschap. In september 2023 won hij een etappe in de Ronde van Salalah. In maart 2024 werd hij tweemaal nationaal kampioen: eerst in de tijdrit en een dag later op de weg.

## Overwinningen
2023
2e etappe Ronde van Salalah
2024
 Bahreins kampioen tijdrijden, Elite
 Bahreins kampioen op de weg, Elite

## Ploegen
- 2020 −  Bahrain Cycling Academy
- 2021 −  Bahrain Cycling Academy
- 2022 −  Bahrain Cycling Academy
- 2024 –  CTF Victorious
- 2025 –  Bahrain Victorious Development Team